# Typisk dansk
|  | Denne artikel er oprettet af botten Steenthbot ud fra en ekstern database. Den kan derfor have sproglige fejl eller mangler. Denne skabelon kan fjernes efter kontrol af indholdet. |

Typisk dansk er en dansk dokumentarfilm fra 2004 instrueret af Klaus Birch.

## Handling
Dansk, det er brun sovs på en bøfsandwich i Jylland og et hæderligt nederlag i Parken. Men det er også Jesper Langballe fra Dansk Folkeparti og digteren Henrik Nordbrandt, der som modsætninger stilles over for hinanden i Klaus Birchs dogumentar for at ræsonnere over spørgsmålet: Hvad er typisk dansk? Fordommene sprudler intakt og underholdende i 'Typisk dansk', hvor vendelboen stiller sig uforstående over for københavnerens smart-i-en-fart attitude, og hvor københavneren i skikkelse af en ung, smuk pige tror på nørrebrosk kulturidyl - i hvert fald når den ses fra caféen Supergeil. I modsætning til de andre Dogumentaries domineres 'Typisk dansk' af pæne og rolige billeder. Dogmerne har ikke resulteret i de store stilistiske vingeslag, men det er måske også en - typisk dansk - pointe.